# 201-й батальон шуцманшафта
201-й батальон шуцманшафта (нем. Schutzmannschaft Bataillon 201, укр. 201-й батальйон шуцманшафту), также «Украинский легион» (укр. «Український легіон») — немецкое подразделение вспомогательной полиции, сформированное из легионеров специальных подразделений «Нахтигаль» и «Роланд», созданных абвером в конце 1941 года, основу которых составляли преимущественно сторонники и члены ОУН(б). Батальон с марта по декабрь 1942 года действовал на территории Белоруссии, находясь в подчинении обергруппенфюрера СС Эриха фон дем Баха, начальника полиции сектора «Центральная Россия». Первый из семи «украинских» батальонов (201−208), сформированных на территории Генерал-губернаторства.

## Формирование

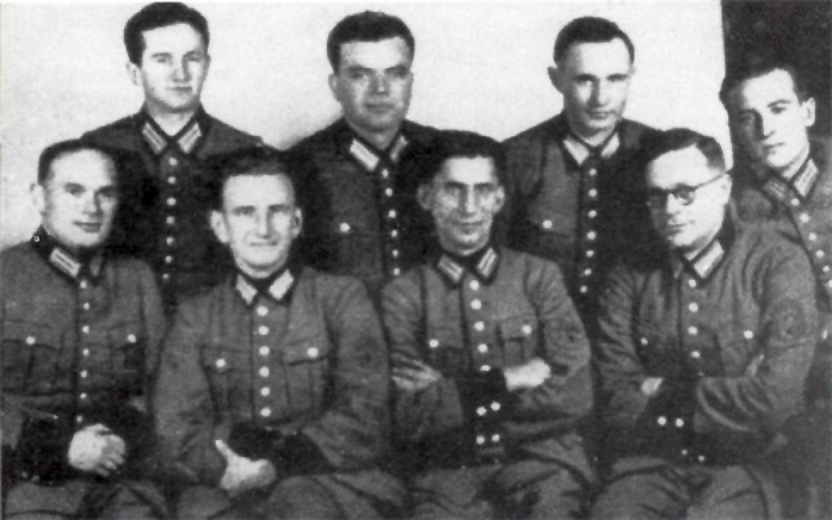
Украинские руководители 201-го батальона шуцманшафта. Роман Шухевич сидит второй слева. 1942 г.

Основой батальона стали кадры сформированных в начале 1941 года абвером специальных формирований «Нахтигаль» и «Роланд», состоявших преимущественно из сторонников и членов ОУН(б).
В июле 1941 года, узнав про аресты руководства ОУН(б), украинский командир батальона «Нахтигаль» Роман Шухевич направил в адрес верховного командования вермахта письмо, в котором указал, что «в результате ареста нашего правительства и лидера легион не может больше оставаться под командованием немецкой армии».
13 августа «Нахтигаль» получил приказ передислоцироваться в Жмеринку, где на железнодорожном вокзале солдат разоружили (оружие вернули в конце сентября), оставив при этом личное оружие офицерам. После этого под охраной немецкой жандармерии их перевезли в Краков, а оттуда — в Нойхаммер (современный Свентошув в Польше), куда батальон прибыл 27 августа.
В конце августа 1941 года батальон «Роланд» получил приказ передислоцироваться в Фокшаны, где, аналогично «Нахтигалю», солдат разоружили на железнодорожном вокзале, оставив личное оружие офицерам.
В начале сентября личный состав «Роланда» был переведён в Зитцендорф-ан-дер-Шмиде, после чего оружие им вернули. Одна рота продолжила обучение в Зайберсдорфе.
16 сентября рейсхфюрер СС Гиммлер отдал распоряжение сформировать охранный батальон «Роланд Нахтигаль» из личного состава батальонов «Роланд» (210 чел.) и «Нахтигаль» (288 чел.). 15 октября начальник полиции порядка во исполнение приказа издал соответствующее распоряжение.
18 октября личный состав батальона «Роланд» передал немецкому командованию меморандум со следующими требованиями:
1. признать независимость Украины;
2. немедленно освободить всех арестованных руководителей ОУН и Степана Бандеру;
3. немедленно освободить членов Украинского государственного правления во главе с Ярославом Стецько;
4. обеспечить безопасность ближайших родственников личного состава батальона;
5. реорганизованное подразделение может быть использовано для дальнейших военных действий только на украинской территории;
6. личный состав подразделения и учебного центра должен быть украинским;
7. права и обязанности командного состава должны быть такими же, как в немецкой армии;
8. личный состав батальона уже принёс присягу Украине, и потому не может присягать другому государству;
9. реорганизованное подразделение может подписать контракт на один год (до конца 1942 года).
10. контракты должны быть индивидуальными[11].

21 октября личный состав «Нахтигаля» был объединён с личным составом батальона «Роланд» во Франкфурте-на-Одере с целью переобучения для использования в качестве части охранной полиции.
1 ноября представитель немецкого командования передал ответ на меморандум. Во всех требованиях было отказано, кроме четырёх последних. Однако изложенные в них условия — заключение с личным составом индивидуальных годичных контрактов без принесения присяги Германии — и так на то время являлись стандартными для всех служащих охранной полиции.
Начиная с 25 ноября, несмотря на отказ немецкого командования в удовлетворении большей части требований легионеров, подавляющее большинство личного состава заключило индивидуальные годичные контракты на службу в охранной полиции (с 1 декабря 1941 по 1 декабря 1942 года). Отказались только 15 человек (в том числе начальник медслужбы «Нахтигаля» Юрий Лопатинский, командир одного из взводов «Нахтигаля» Николай Ковальчук, капеллан «Нахтигаля» Иван Гриньох). После чего, по одним данным, никаких репрессий к отказавшимся со стороны немцев не было, по другим, они были отправлены в концлагеря.
Гриньох Иван Михайлович — в 1942—1943 гг член провода ОУН(б). С марта по июнь 1944 года от имени УПА вёл переговоры с немцами о сотрудничестве в борьбе против СССР. В 1950—1980 годах — глава Зарубежного представительства УГВР. Умер в Мюнхене в 1994 м году.
Ковальчук Николай Васильевич — с 1942 по 1945 сделал карьеру от рядового УПА до проводника ОУН Лопатинского района. С конца 1945 по конец 1946 -районный референт СБ ОУН. После — окружной (повитовый) референт. Убит своими в июне 1947 года (согласно официальной версии — неправильно назвал пароль)
Лопатинский Юрий Демьянович — Уехал в Берлин. Исполнял функции курьера по особым поручениям руководства ОУН. В 1943 м году был арестован и помещён в концлагерь Заксенхаухен. В 1944 году выпущен на свободу. В конце 1944 года немецким самолётом был переброшен через линию фронта в тыл советских войск. Был в подполье, потом переехал в Мюнхен. С 1952 года жил в США. Умер в 1982 году
Подписавшие контракт составили 201-й батальон охранной полиции (шуцманшафта).
Батальон формально возглавил батальонсфюрер (нем. Batallionsführer) Евгений Павлович Побегущий, хотя фактическое руководство осуществлял немец — компанифюрер (нем. Kompanieführer) Вильгельм Моха (нем:Wilhelm Mocha)
.
Численность батальона составила 650 человек. Батальон состоял из четырёх рот. Обмундирование — стандартная немецкая полицейская форма. Кокарда — «полицейский орёл». Шеврон — зелёный «полицейский орёл» на сером фоне. Какой-либо общей символики (в том числе национальной), отличающей служащих 201-го батальона от служащих других полицейских формирований, не было. Некоторые шуцманы, служившие ранее в батальоне «Нахтигаль», носили на левом кармане кителя номерной латунный значок ДУН — трезубец в венке, под трезубцем надпись «ОУН-ДУН 1941» (личный состав батальона «Роланд» такие значки получить не успел, хотя они были изготовлены и для них).

### Немецкий командный состав
- батальонный офицер надзора (нем. Aufsichts-offiziere) — компанифюрер Вильгельм Моха, его заместитель — Гоппе[18], и четыре немца — ротные офицеры надзора.

### Украинский командный состав
- командир батальона — батальонсфюрер Евгений Побегущий
- адъютант — оберцугфюрер (нем. Oberzugführer) Омелян Герман-Орлик
- начальник канцелярии — цугфюрер Владимир Лунь
- заместитель командира батальона/командир первой роты — компанифюрер Роман Шухевич
- командир второй роты — компанифюрер Михаил Бригидер
- командир третьей роты — оберцугфюрер Василий Сидор
- командир четвёртой роты — оберцугфюрер Владимир Павлик
- начальник медслужбы — Василий Головацкий
- капеллан — Иван-Всеволод Дурбак
- Командиры взводов: цугфюрер Роман Кашубинский (1-й взвод 1-й роты), оберцугфюрер Остап Линда (2-й взвод 1-й роты)[19], оберцугфюрер Александр Луцкий (3-й взвод 1-й роты), оберцугфюрер Роман Бойцун, оберцугфюрер Любомир Ортынский, оберцугфюрер Михаил Хомяк (взвод 2-й роты), цугфюрер Николай Левицкий (взвод 2-й роты), компанифельдфебель (нем. Kompaniefeldwebel) Юлиан Ковальский (1-й взвод 3-й роты), компанифельдфебель Зорян Калиняк (2-й взвод 3-й роты), цугфюрер Теодор Крочак, компанифельдфебель Карл Малый, вицефельдфебель (нем. Vizefeldwebel) Семён Лаврушка, цугфюрер Святослав Левицкий (взвод 4-й роты), оберцугфюрер Василий Брылевский (взвод 4-й роты).
- вицефельдфебель Николай Вышитацкий, вицефельдфебель Гартий, вицефельдфебель Свобода.[11][20][21]

### Вооружение
При формировании батальона личный состав был вооружён карабинами Маузер 98; командиры, начиная от командиров рот и выше, — пистолетами. Однако в воспоминаниях о службе в Белоруссии упоминается применение автоматов, пулемётов, миномётов и артиллерийского орудия.

## Служба
Об этом периоде истории батальона известно в основном по воспоминаниям его бывших служащих.
В марте 1942 года батальон был переброшен из Германии в Белоруссию . Там он получил пополнение — 60 человек из числа военнопленных бойцов Красной армии, преимущественно выходцев из Полтавской и Днепропетровской областей.
22 марта батальон прибыл в пос. Боровки недалеко от Лепеля, где сменил переброшенный оттуда на Украину 17-й латышский батальон шуцманшафта.
201-й шуцманшафт-батальон был прикреплён к 62-му охранному полку 201-й охранной дивизии тылового района группы армий «Центр». При этом подразделение не действовало как единое целое. Первая, третья и четвёртая роты обеспечивали охрану 12 опорных пунктов (нем. Stürzpunkt) в треугольнике Могилёв-Витебск-Лепель. Вторая рота осуществляла охрану штаба дивизии. Известные шуцпункты: Бешенковичи, Боровка, Бойчеково, Борисов, Велевщина, Воронеж, Жары, Камень, Лепель.
Весной-осенью 1942 года батальон принимал участие в акциях против партизан на территории Белоруссии. Первая потеря личного состава произошла 1 мая: унтеркорпорал первого взвода первой роты Виюк подорвался на мине, пытаясь снять красный флаг, вывешенный советскими партизанами недалеко от штаба батальона. Наиболее крупные столкновения с партизанами произошли 16 июня (потери составили два человека), 20 июня, 25 июля (потери — 3 человека) и 19 августа. 29 сентября на дороге Лепель-Ушачи севернее деревни Жары 1-я рота совместно с немецким подразделением уничтожила из засады колонну советских партизан, потеряв при этом двух человек. После боя Моха приказал отвезти раненых в Лепель. Для сопровождения был выделен взвод Кашубинского. Южнее Жар колонна попала в засаду, организованную партизанами из сводного отряда бригад Ф. Ф. Дубровского и Н. М. Никитина и была полностью уничтожена. Потери составили 22 человека украинского личного состава и 7 — немецкого.
Одним из последних сообщений о действиях батальона в Белоруссии стал отчёт о бое 3 ноября 1942 года в 20 км от Лепеля.
За 9 месяцев пребывания в Белоруссии, по данным командования батальона, 201-й охранный батальон уничтожил более 2000 советских партизан, потеряв 49 человек убитыми и 40 — ранеными.
За успехи в борьбе с партизанами Белоруссии оберцугфюрер Брылевский, компаниефельдфебели Малый и Герцык, а также корпорал Антон Фединишин были отмечены германскими наградами (последний — железным крестом второго класса).
Тем не менее, к концу 1942 года большая часть служащих батальона фактически вышла из подчинения немецким офицерам и самовольно передислоцировалась в основной пункт дислокации — Боровки. В конце ноября высший фюрер СС и полиции Востока Фридрих-Вильгельм Крюгер решил вернуть батальон в своё распоряжение. Однако 1 декабря личный состав батальона отказался продолжать контракт. Батальон был переведён в Могилев и расформирован. В течение месяца (с 5 декабря 1942 до 14 января 1943) он был постепенно переброшен во Львов.
В декабре 1942 г. Микола Лебедь направил Побегущему и Шухевичу письмо с приказом о немедленном переходе «Украинского легиона» на нелегальное положение и переходе на Украину.
В письме указывалось, что легион должен положить начало созданию вооружённых сил ОУН, которые должны бороться в том числе и против немцев. Письмо Шухевич получил, однако до личного состава батальона его не довёл. Впоследствии он оправдывался тем, что письмо якобы получил уже в поезде по дороге во Львов.

### Обеспечение семей
В декабре 1941 года Роман Шухевич встречался с советником генерал-губернатора Дистрикта Галиция полковником Бизанцем по поводу обеспечения семей служащих батальона пайком и денежным содержанием, а также освобождения их от вывоза на работы в Германию. Соответствующий приказ был подготовлен тут же, до 1 января 1942 года.

## Внеслужебная деятельность
Служащие батальона выполняли поставленные им руководством ОУН(б) задачи, не связанные с прохождением службы.
Так, во время пребывания батальона в Нойхаммере, его служащий Виктор Харкив по поручению Шухевича перевозил из Кракова в Германию фальшивые оккупационные злотые, где они затем обменивались на настоящие и использовались для финансирования ОУН(б).
Также в ноябре 1942 года командир роты Василий Сидор и командир взвода Юлиан Ковальский, взяв краткосрочные отпуска, ездили в Киев, где убили двух членов ОУН — братьев Скузь, перевербованных СД в апреле 1942 года и причастных к убийству при попытке задержания одного из высших функционеров ОУН Дмитрия Мирона (Орлика).
Предположительно, этот эпизод нашёл отображение в немецком документе:

В начале ноября в Киеве были застрелены информатор СС и сотрудник украинской вспомогательной полиции, оба служащие управления Полиции безопасности и СД города Киева. Убийство совершили два человека в униформе немецкой жандармерии….

## После расформирования
По прибытии во Львов часть офицеров была задержана и содержалась в тюрьме на Лонцкого, причём задержанным разрешалось выходить в город по два человека на два часа. Другая часть, среди которых был и Шухевич, перешла на нелегальное положение и приняла участие в формировании УПА.
Вскоре все задержанные офицеры батальона были освобождены и присоединились либо к УПА, либо к СС-Галиция (Евген Побигущий, Герман Омелян, Роман Бойцун, Михаил Бригидер, Карл Малый, Любомир Ортынский, Михаил Хомяк, Святослав Левицкий).
Побегущий Евгений, командир батальона — с 1943 года служил в дивизии СС «Галичина», в том числе на должности командира 29 полка. Умер в 1995 году в Германии.
Шухевич Роман, заместитель командира батальона, командир первой роты — с 1943 года главный командир УПА. Убит в 1950 году в селе Белогорща под Львовом
Бригидер Михаил, командир второй роты — с 1943 года командир 1 батальона 29 полка дивизии СС «Галичина». Умер в 1966 году в Канаде.
Сидор Василий, командир третьей роты — с 1943 года в УПА. С 1944 года — командир УПА-Запад. Убит в 1949 году у села Ясень (сейчас Ивано-Франковская область Украины)
Павлик Владимир, командир четвёртой роты. С 1944 года заместитель командира и начальник штаба военного округа УПА «Сян». Арестован в 1945 году. Умер в 1948 году в лагере под Магаданом.
Брылевский Василий, командир взвода. С 1943 года инструктор командирских школ УПА. В 1945 году убит в стычке с НКВД у села Клищвина (сейчас Ивано-Франковская область Украины)
Бурдин Степан, шуцман. С 1943 года в УНС. 1944—1945 — Командир сотни УПА «Лебеди» куреня «Дзвоны», с 1945 — военный референт Станиславовского окружного провода ОУН. Застрелился, чтобы не попасть в плен, 21 июля 1947 года в ходе спецоперации МГБ у села Хриплин...
Горчин Михаил, шуцман. С 1943 в УПА. 1944-45 — космандир отделения сотни «Явора». 1946—1948 — командир сотни «бойки», с 1948 — курьер Провода ОУН. Убит в бою возле г. Злин, Чехословакия.
Дуда Михаил, шуцман. В рядах УПА с 1943, предстал прежде всего как инструктор в унтер-офицерской школе. С августа 1945 года он был командиром сотни «Ударники 3» (95), принадлежащей куреню «Ударники», под командованием «Байды». В 1947 рейдом прорвался через Чехословакию в Американскую зону оккупации Германии. в 1948—1949 годах был членом т. н. «Миссии УПА». 1 мая 1950 года он командовал группой из 4 курьеров, которых английские спецслужбы десантировали на территории СССР в районе Болехова. Во время прыжка с парашютом Дуда неудачно приземлился на дерево, сломав ногу. 7 июля 1950 года попал в окружение группы преследования МГБ. Застрелился.
Дячишин Игорь, шуцман. С лета 1943 года — командир учебной сотни куреня УНС «Гайдамаки». Осенью 1944 года сформировал и возглавил курень «Сивуля». Убит 8 октября 1946 года в ходе спецоперации МГБ у села Манява Богородчанского района Ивано-Франковской области..
Василяшко Василий, шуцман. В 1943 году командир боивки СБ ОУН, в 1944 году — сотник УПА, командир отряда «Галайда-1», в 1945 году — командир тактического отдела УПА «Климов». В 1946 году застрелился в схроне при попытке захвата разведпоисковой группой НКВД.
Гудзоватый Пётр, шуцман. С 1943 года в УПА, начальник штаба ВО «Тютюннык» УПА-Север, 1944—1945 — зам. командующего и нач. штаба ВО «444» УПА-Север, затем — военный референт краевого провода ОУН(б) «Одесса». В 1946 году застрелился в схроне при попытке захвата спецгруппой НКВД.
Калиний Остап, шуцман. С 1942 года — районный референт СБ ОУН Пидгаецкого района. В 1944 м году застрелился, чтобы не попасть в плен в ходе спецоперации НКВД у села Шумляны Тернопольской области.
Ковальский Юлиан, командир взвода, с 1943 года — первый начальник штаба УПА. Погиб в бою с немецкой полицией вместе с первым командиром УПА Василием Ивахивым и ещё одним бойцом 13 мая 1943 года возле села Черныж Маневичского района Волынской области..
Корда Дмитрий, шуцман. С 1942года — командир отделения УПА на Волыни, в 1943 году — сотник (командир роты). В ноябре 1943 убит в бою с советскими партизанами у села Анеливка Ровенской области.
Коринец Теодор, шуцман. Зимой 1942 отморозил ноги, и на момент расформирования батальона находился в госпитале. После выписки жил в г. Стрый Лбвовской области. Об участии в ОУНовском подполье неизвестно. В 1945—1947 был призван в Красную Армию. Умер в девяностых годах двадцатого века в с. Минькивцы Хмельницкой обл..
Король Николай, командир отделения. С 1943 года в УПА, курень «Львы». Лето 1945 — зима 1946 — командир сотни «Жубры-1». Затем с характеристикой: «Симулянт, небрежно относится к обязанностям, склонен к наживе» понижен до командира отделения в сотне «Сурмачи». В том же году демобилизован и погиб при неизвестных обстоятельствах.
Левицкий Николай(Макаренко), командир взвода, с 1943 шеф штаба ВО «Заграва», инспектор штаба УПА-Север, 8 августа 1944 погиб в стычке с немецкой фронтовой частью при попытке перехода линии фронта.
Линда Остап, командир роты. С 1943 в УПА, Командир военного округа УПА ВО-2 «Буг» (декабрь 1943 — июнь 1944). Далее, командир батальона «Летуны». Погиб в перестрелке с подразделениями НКВД 24 ноября 1944 возле села Красное (теперь Рожнятовский район, Ивано-Франковская область).
Лужицкий Григорий, шуцман. С 1943 года в УПА. 1944—1945 — командир сотни УПА «Гайдамаки». Место и обстоятельства смерти неизвестны.
Лунь Владимир, начальник канцелярии. С 1943 года в УПА, командир отряда «имени Богуна» ВО «Турив». В 1944 году — инспектор штаба ВО «Турив». В том же году попал в плен к советским партизанам. Дальнейшая судьба неизвестна.
Луцкий Александр, командир взвода. С 1943 года в УПА. Первый командир УПА-Запад (до 26 января 1944 года). Осенью 1944 года из-за разногласий с Шухевичем отстранён от командных должностей. Находился под следствием СБ ОУН. В 1945 году арестован НКВД. В 1946 году расстрелян
Пётр Мельник, командир отделения. С 1943 года в УНС, потом в УПА. Дослужился до сотника. В 1951 году арестован МГБ. Согласился на сотрудничество. В составе «спецбоивки» МГБ участвовал в операциях по задержанию подпольщиков ОУН. Бежал. Скрывался и от СБ ОУН, и от МГБ. Ликвидирован отрядом МГБ в 1953 году.
Мельничин Николай, шуцман. В 1946 — комендант охраны руководителя Львовского краевого провода ОУН. В мае 1948 в качестве связного направлен в Западную германию. Осенбю 1949 года десантирован с американского самолёта в районе села Крупское. 12 декабря 1950 года убит в ходе спецоперации МГБ.
Панькив Иван, командир отделения. С 1943 года в УПА, командир сотни «Явора». С 1946 года офицер по особым поручениям главного командования УПА. В 1948 отправился с почтой от Шухевича на Запад. В 1949 был десантирован с американского самолёта Дуглас С-47 во Львовской области. 4 мая 1950 года убит в ходе спецоперации МГБ у села Илив Львовской области..
Полевой Емельян, командир отделения. С 1943 в УНС, потом в УПА. В 1944 году командир ВО «Лысоня», в 1945 — офицер по особым поручениям при штабе УПА-Запад. В 1946 году арестован МГБ. В 1947 году осуждён на 25 лет лишения свободы. Освободился в 1971 году. Умер в 1999 году в Тернополе.
Харкив Виктор, шуцман. С 1943 года референт ОУН во Львове, в 1944 году — командир ВО «Башта» УПА-Запад, затем — военный инспектор ВО-2 «Буг» УПА-Запад. В 1946 году арестован, осуждён на десять лет. В 1956 году освободился. Умер во Львове в 1988 году.
Химинец Алексей, командир отделения. Весна-лето 1943 года — служил во вспомогательной полиции, после перешёл в УНС. С осени 1944 — куренной УПА. Убит 20 марта 1945 года возле села Лесивка Богородчанского района в ходе спецоперации НКВД.
Шкитак Антон, шуцман. С лета 1943 года один из организаторов Украинской народной самообороны в Карпатах. Погиб 29 ноября 1943 года, во время боя с подразделениями Дрогобычского гестапо и шуцполицим вблизи села Недельная на Старосамборщине.
Яворский Казимир-Ярослав, шуцман. С 1943года — в УПА. Инструктор учебного куреня (батальона) УНС «гайдамаки», 1944—1945 — командир сотни (роты) «Хорты», 1945—1946 — командир куреня «Проминь» ВО-4 «Говерла». После расформирования УПА направлен в СБ ОУН Калушского окружного провода. Убит 17 декабря 1947 года во время боестолкновения с разведпоисковой группой МГБ, с Кадобна Ивано-Франковской обл.